# Paul Stanley (actor)
Paul Stanley Durruty (Ciudad de México, 20 de septiembre de 1985) es un actor y conductor mexicano. Hijo del conductor Paco Stanley.

## Carrera
Hijo del fallecido conductor mexicano Paco Stanley. Desde pequeño le encantaba la actuación, por lo que actuaba en diversas obras de teatro. Estudió actuación en Televisa con Patricia Reyes Spíndola.
Entre unos de los videohomes y videos que se le pueden resaltar son: La trajinera del terror y Tribus urbanas. Hace su debut actoral en teatro con la obra No puedo al lado de figuras como Denisse Padilla "La Mapacha", Lorena Enríquez y Claudia Cañedo.
Luego, participa en la obra infantil Pinocho. En el 2008, participa en la que sería su primera participación en televisión, en la serie Central de abasto, en la que participa junto a Azela Robinson, Odemaris Ruiz, Fabián, entre otros.
En el 2009, participa en la telenovela Camaleones, donde interpretó a Rolando Rincón. Compartió créditos con Belinda, Alfonso Herrera, Edith González, Guillermo García Cantú, entre otros.
En el 2010, participa en Soy tu dueña, donde interpretó a Timoteo. Compartió créditos con Lucero, Fernando Colunga, Gaby Spanic, Sergio Goyri, entre otros.
En el 2012, participa en Un refugio para el amor interpretando a Aldo San Emeterio Fuentes-Gil. Compartió créditos con Zuria Vega, Gabriel Soto, Laura Flores, Jessica Coch, Frances Ondiviela, entre otros. También es presentador del programa Hoy, junto a Galilea Montijo, Andrea Legarreta, Raúl Araiza Herrera, Alessandra Rosaldo, entre otros.
En el 2013, participa en Porque el amor manda, interpretando a Melquíades Quijano. Compartió créditos con Blanca Soto, Fernando Colunga, Carmen Salinas, Claudia Álvarez, Luis Couturier, entre otros.
Actualmente es el presentador del programa Amor-didas junto a Silvia Olmedo. Además de animar el programa Hoy, conduce el programa de espectáculos ¡Cuéntamelo ya, al fin!, junto con Roxana Castellanos y Cynthia Urías.
Entre 2014 y 2015 fue uno de los copresentadores del exitoso programa Sábado gigante, junto al reconocido animador chileno Mario Kreutzberger, más conocido como Don Francisco, además de Javier Romero, Alejandra Espinoza, Aleyda Ortíz, Rosina Grosso, entre otros.
En 2015 participa en Amor de barrio, interpretando a Gabriel Madrigal. Compartió créditos con Renata Notni, Mane de la Parra, Ale García, Pedro Moreno, Julieta Rosen, Marisol del Olmo, entre otros.
En 2023 participa en el reality show La casa de los famosos México.

## Filmografía

### Telenovelas
- Sueño de amor (2016) .... Adán Tenorio.
- Amor de barrio (2015) .... Gabriel Madrigal Bernal.
- Porque el amor manda (2012-2013) .... Melquíades Quijano.
- Un refugio para el amor (2012) .... Aldo San Emeterio Fuentes-Gil.
- Soy tu dueña (2010) .... Timoteo.
- Camaleones (2009-2010) .... Rolando Rincón.

### Series
- Tal para cual (2022) .... Invitado[2]
- Perdiendo el juicio (2021-2022) .... Abogado Defensor
- Mi querida herencia (2019) ….Carlos[3][4]
- Central de abasto (2008) .... Paco
- Cásate conmigo, mi amor (2013) .... Emilio Mejía

### Teatro
- Pinocho (2004)
- No puedo (2006)
- Don Juan Tenorio (2006)
- Perfume de gardenias (2012)
- La caja (2012)
- Aventurera (2013)
- El Tenorio cómico (2014)
- El Secuestro de la Cuquis (2015-2016)
- Standofilia Stand up comedy (2016)

### Como presentador
- Hoy (2012-2014) (2017-2023) .... presentador junto a Galilea Montijo, Andrea Legarreta y Raúl Araiza.
- México suena de noche (2013)
- Despierta América (2014)
- Sábado Gigante (2014-2015)
- ¡Cuéntamelo Ya, al fin! (2016-2023) .... presentador y panelista con la sección "Los Tu-vasos" junto a Deyanira Rubí, personaje interpretado por Roxana Castellanos.
- Buenas Vibras (2017,2020-2021) presentador del programa
- Miembros al aire (2019) .... actual presentador.
- Perdiendo el juicio (2021) .... abogado[5]
- Lo Tomas o lo Dejas (2025).... actual presentador

### Telerrealidad
- La casa de los famosos México (2023) - 5° eliminado[1]
- ¿Quién es la máscara? (2023) - 14° Eliminado

## Premios

### Premios TVyNovelas 2011
| Año  | Categoría                  | Telenovela     | Resultado |
| ---- | -------------------------- | -------------- | --------- |
| 2011 | Mejor revelación masculina | Soy tu dueña   | Ganador   |
| 2015 | Mejor actor juvenil        | Amor de barrio | Nominado  |